# 마이크로파 청각 효과
마이크로파 청각 효과(microwave auditory effect) 또는 프레이 효과(Frey effect)는 펄스 또는 변조된 무선 주파수에 의해 유도된 소리에 대한 인간의 인식으로 구성된다. 인지된 소리는 수신 전자 장치 없이 사람의 머리 내부에서 직접 생성된다. 이 효과는 제2차 세계 대전 중 레이더 트랜스폰더 근처에서 일하는 사람들에 의해 처음 보고되었다. 1961년 미국의 신경과학자 앨런 H. 프레이(Allan H. Frey)는 이 현상을 연구했으며 마이크로파 청각 효과의 본질에 대한 정보를 최초로 발표했다. 원인은 청각 기관 부분의 열탄성 팽창으로 생각되지만, 경쟁 이론에서는 홀로그램 간섭계 테스트 결과를 다르게 설명한다.

## 같이 보기
- 전기수용
- 아바나 증후군
- 광음향 효과